# Daniel Erdmann
Pour les articles homonymes, voir Erdmann.
Daniel Erdmann, né le 28 octobre 1973 à Wolfsbourg, est un saxophoniste de jazz et de musique improvisée allemand.

## Parcours musical
Daniel Erdmann commence l’apprentissage du saxophone en 1983 à l'âge de dix ans, il vit alors aux États-Unis avec ses parents. Il complète ses études musicales à l'académie de musique Hanns Eisler de Berlin de 1994 à 1999. Il y rencontre le saxophoniste Gebhard Ullmann (de), Jiggs Whigham (en) et la pianiste japonaise Aki Takase. Pendant cette période il fonde le Daniel Erdmann Trio avec Martin Klein et Matthias Trippner, qui enregistre en 1997 son premier album avec la participation du guitariste allemand Frank Möbus (de) et de Gebhard Ullmann chez Timescraper Records.
En 1998, il forme avec les guitaristes Kalle Kalima et John Schröder (de) le trio Impakto Momentum, et devient membre du groupe Tá Lam 10 de Gebhard Ullmann. Il participe également à deux enregistrements du groupe Brass Attack.
En 1999, il fonde le groupe Erdmann 2000 avec Frank Möbus (guitare), Johannes Fink (de) (contrebasse) et John Schroeder (guitare), qui deviendra en 2004 Erdmann 3000, puis en 2005 avec Yves Robert (tb), Frank Möbus (g), Jean-Philippe Morel (b) et Edward Perraud (d) Erdmann 3000 French Connection. Avec ce groupe il commence à se produire sur les scènes et festivals européens. Il est également membre du groupe Dok Wallach du clarinettiste allemand Michael Thieke (de).
Entre 1999 et 2001, Daniel Erdmann joue avec le sextet de la pianiste Aki Takase (avec Rudi Mahall, Henrik Walsdorf, Johannes Fink et Tony Buck). Lors de l'exposition universelle de 2000 à Hanovre, il participe en tant que soliste à la création de Klangkörperklang, une pièce du compositeur suisse Daniel Ott (de). Puis il travaille en duo avec le guitariste Jaak Sooäär avec qui il remporte en 2001 le prix Peer Gynt à Pärnu (Estonie).

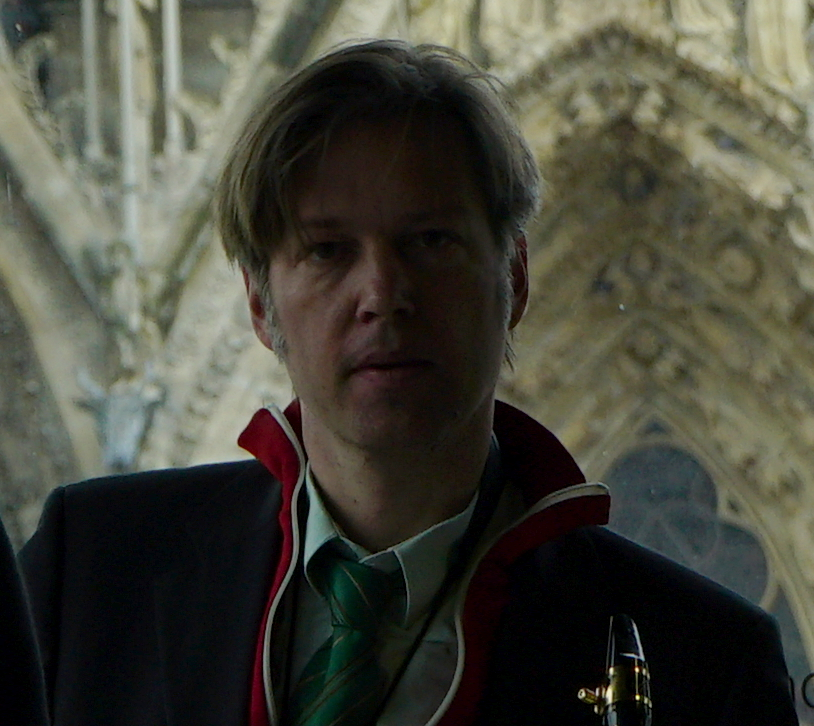
Lors de la Journée internationale du Jazz.

En 2001, il obtient une bourse du haut-conseil culturel franco-allemand pour s’installer à Paris, où il se produit notamment avec Thierry Madiot, Axel Dörner, Edward Perraud, Fred Galiay, Bertrand Denzler, Dan Warburton. Puis en 2002 il cofonde avec Hasse Poulsen et Edward Perraud le trio Das Kapital. Leur album Ballads & Barricades a reçu en 2011 le prix de la critique allemande du disque (en).
En 2005, il travaille avec le chorégraphe new-yorkais Joshua Bisset (festival de danse de Biarritz et Tacheles Berlin). En 2006, il fonde avec Carsten Daerr, Ritschie Cook, Ronny Graupe, Oliver Potratz et Sebastian Merk le groupe Berlin Calling, et travaille également en duo avec le pianiste français Francis Le Bras. Avec lui, il réalise en 2011 le spectacle Patchwork Dreamer, inspiré par les films réalisés par le vidéaste et photographe Alain Julien et le pianiste Francis Le Bras lors de voyages en Guinée et au Mali en 2009 et 2010.
Depuis un concert donné à l'Unterfahrt  de Munich (en) en 2008, Daniel Erdmann se produit avec le batteur suisse Samuel Rohrer, Frank Möbus (batterie) et Vincent Courtois (violoncelle), au sein du Daniel Erdmann & Samuel Rohrer 4tet.
En 2020 il a reçu le Prix SWR Jazz.
Daniel Erdmann vit à Reims. Il a eu un fils, Paul, en 2001 puis une fille, Léonie, en 2006.

## Récompenses
- 2019 : Prix du Musicien Européen décerné par l'Académie du jazz[4]

## Discographie
Comme leader/co-leader :

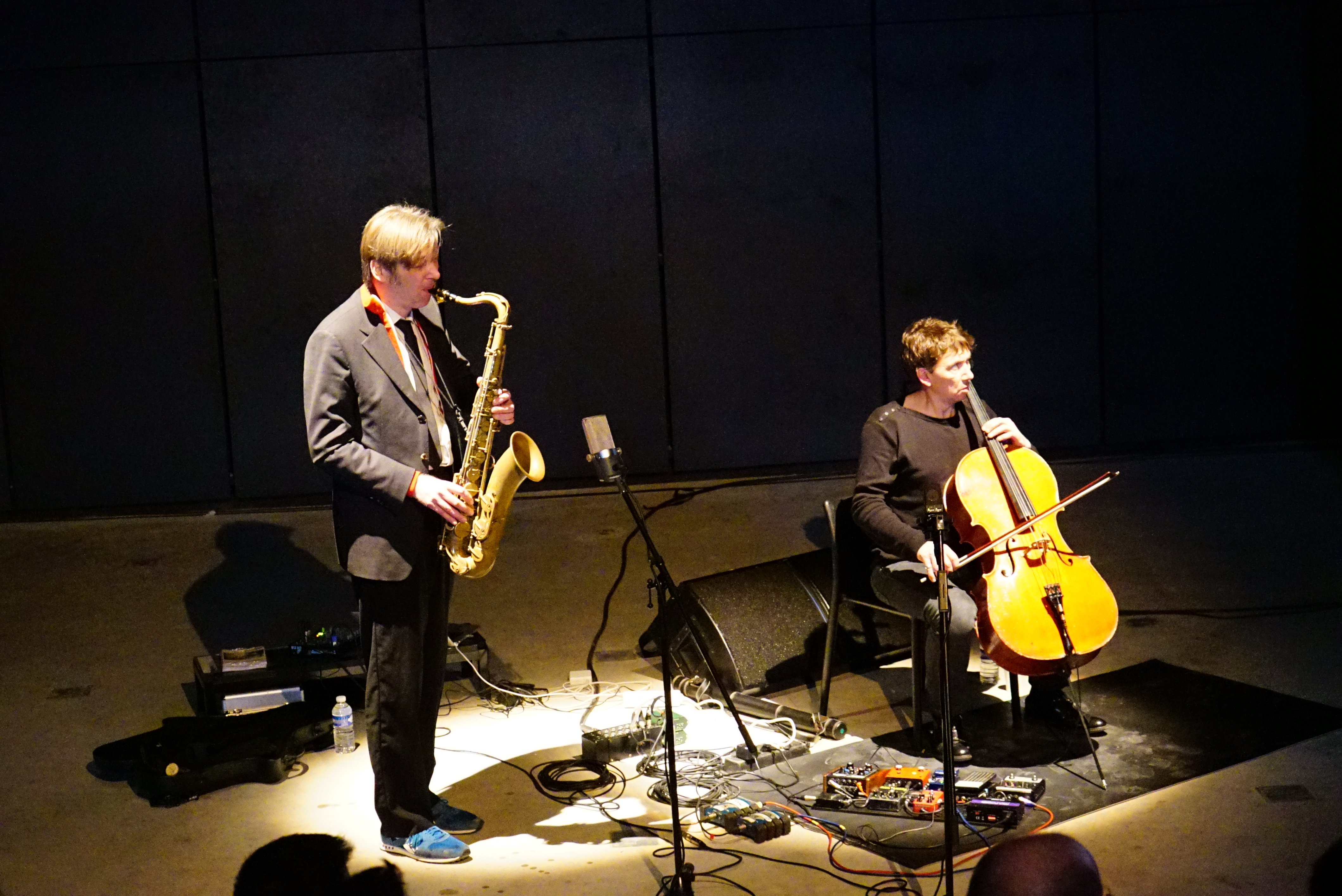
Avec Vincent Courtois.

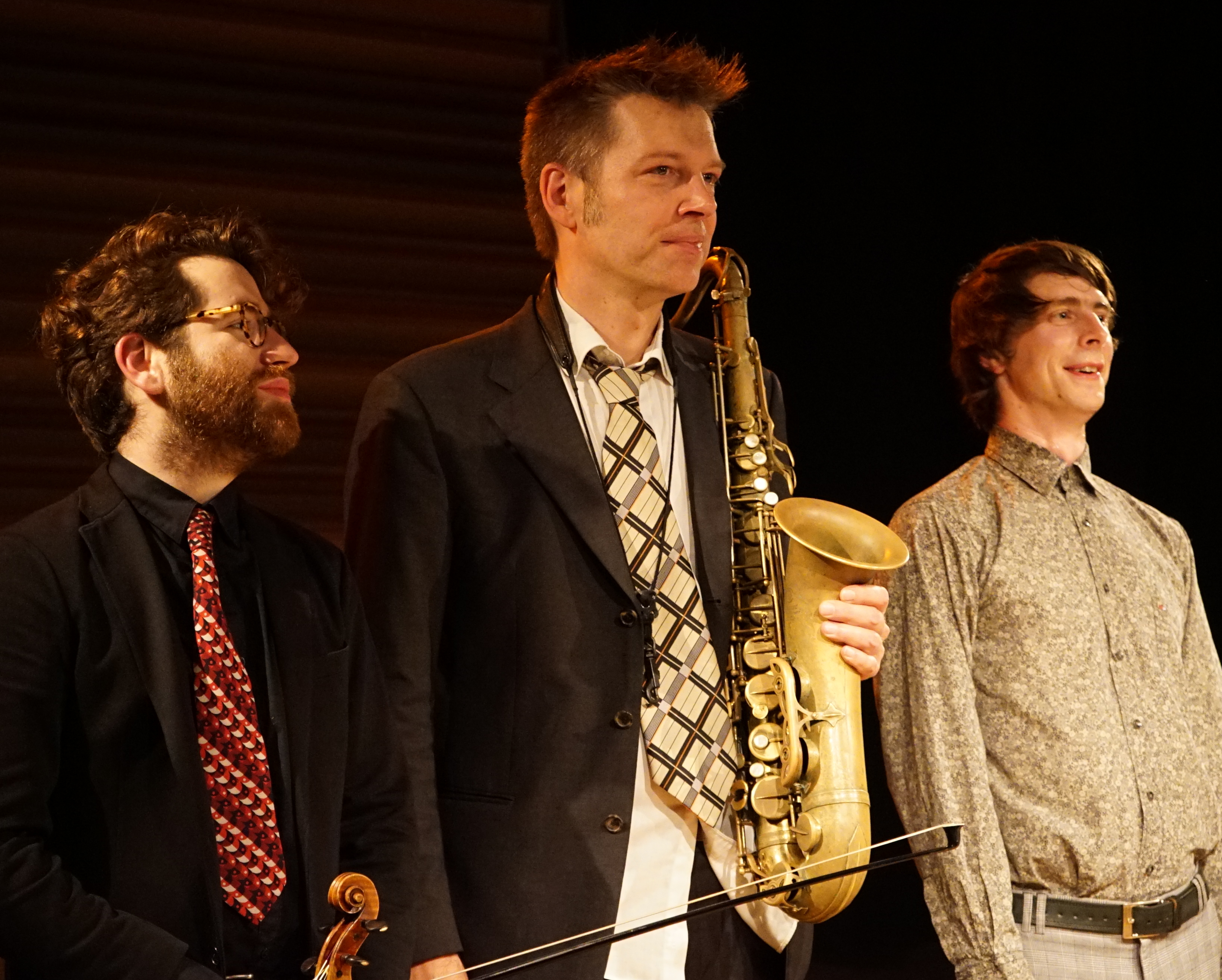
Velvet revolution avec Théo Ceccaldi et Jim Hart en concert à Césaré.

- 2020 : Vincent Courtois, Robin Fincker, Daniel Erdmann: Love Of Life, La Buissonne
- 2018 : Daniel Erdmann, Christophe Marguet, Henri Texier, Claude Tchamitchian: Three Roads Home, Das Kapital Records
- 2017 : Vincent Courtois, Daniel Erdmann, Robin Fincker: Bandes Originales, La Buissonne
- 2016 : Daniel Erdmann´s Velvet Revolution: a short moment of zero g, BMC Records
- 2015 : Daniel Erdmann / Samuel Rohrer / Vincent Courtois / Frank Möbus: Ten Songs About Real Utopia, Arjunamusic
- 2014 : Daniel Erdmann & Christophe Marguet: Together, Together!, Abalone Productions
- 2014 : Daniel Erdmann, Francis Le Bras, Claude Tchamitchian: De L'Estaque Aux Goudes, Vents d'Est
- 2014 : Erdmann*, Ullmann*, Lillinger*, Fink*: E & U Mann, WismART
- 2013 : Daniel Erdmann & Samuel Rohrer w/ Vincent Courtois & Frank Möbus: From The Inside Of A Cloud, Arjunamusic
- 2011 : Daniel Erdmann & Samuel Rohrer Quartet How to Catch a Cloud, Intakt Records
- 2011 : Patchwork Dreamer, CD et DVD, Vents d´est
- 2010 : Tá Lam 11 Mingus, Jazzwerkstatt
- 2009 : Erdmann/Sooäär + Gine Anderssen Almost Dreaming
- 2009 : Lenina, duo avec Oliver Steidle, Jazzwerkstatt
- 2008 : Erdmann/Le Bras, Vents d'Est
- 2008 : Erdmann/Westergaard/Rohrer Sleeping With the Enemy, Jazzwerkstatt
- 2008 : Erdmann/Duboc/Pagnotti: Les Fées du Rhin,
- 2007 : Berlin Calling, ACT Music
- 2007 : Erdmann 3000 Supermicrogravity, Enja Records
- 2005 : Erdmann 3000 Live in Berlin, enregistré au A-Trane (Berlin) avec Frank Möbus, Daniel Erdmann, Johannes Fink et John Schröder, Quark Records
- 2005 : Erdmann 3000 Welcome to E3K, Enja Records
- 2005 : Erdmann/Sooäär Dessert Time, Ava Muusika
- 2004 : Erdmann/Sooäär Peer Gynt and Other Stories, Ava Muusika
- 2003 : Momentum Impakto Hyvä Bändi Livanä, Konnex
- 2000 : Erdmann 2000 Recovering from Y2K, Jazz4ever
- 2000 : Momentum Impakto Haw Haw, Jazz4ever
- 2000 : Tá Lam 10 Vancouver Concert (Live in Vancouver), Leo Records
- 1999 : Erdmann/Dahlgren/Glüsenkamp, Timescraper

Avec Das Kapital :
- 2012 : Das Kapital Loves Christmas, Das Kapital & Sons
- 2011 : Das Kapital plays Eisler, Conflicts & Conclusions, Das Kapital & Sons
- 2009 : Das Kapital plays Eisler, Ballads and Barricades, Quark Records (Bizmar Records 2010, Das Kapital & Sons 2011)
- 2006 : All Gods Have Children, Quark Records
- 2005 : Das Kapital & Sons, Quark Records
- 2005 : Das Kapital (coffret 4 CD), Das Kapital & Sons
- 2004 : Collectors Series n°1, Quark Records

Participations :
- 2012 : Édouard Bineau : Wared Sex Toy, Derry Dol Records
- 2012 : Vincent Courtois : Mediums, La Buissonne
- 2010 : Bulu Fulassi : Le Haut-parleur, Vents d'Est
- 2010 : Édouard Bineau : Wared, Derry Dol Records
- 2010 : Mikko Innanen Innkvisiti : Clustrophy, Tum Records
- 2008 : Günter Adler : Auf der Schönhauser Allee, Jazzwerkstatt
- 2006 : Papa Schultz et Herr Corbusier avec Christophe Studer, Linda Sharrock, Kalle Kalima : La Bouillie d’Heidi
- 2005 : Denzler/Dörner/Erdmann/Griener/Müller : Stralau, CSR
- 2005 : Eric Schaefer, Schöner Hören
- 2004 : Mircea Tiberian : Palindrome, Jam records
- 2003 : Günter Adler : Live in Asien, Meta Records
- 2002 : Eric Schaefer : Demontage, Schöner Hören
- 2002 : Mircea Tiberian Quintet : Eleven, Jam Records
- 2000 : Günter Adler, Meta Records